# Schizobopyrina platylobata
Schizobopyrina platylobata är en kräftdjursart som först beskrevs av M. Bourdon1983.  Schizobopyrina platylobata ingår i släktet Schizobopyrina och familjen Bopyridae. Inga underarter finns listade i Catalogue of Life.